# Национална художествена академия
Националната художествена академия (съкратено НХА) е най-старото българско висше училище за подготовка на професионални художници в областта на изящните и приложните изкуства. Сградата е построена през 1907 година по проект на руския архитект Александър Смирнов.

## История
Още през 1864 г. Николай Павлович предлага да се създаде българско рисувално училище по подобие на съществуващите тогава академии в Западна Европа. След Освобождението Константин Величков, Иван Мърквичка, Антон Митов и д-р Иван Шишманов подготвят и внасят законопроект за създаването му и на 14 октомври 1896 в София е открито Държавно рисувално училище (популярно като Рисувалното училище).
Първите преподаватели в него са Иван Мърквичка – преподавател по живопис и директор на училището, Антон Митов – по история на изкуството и Борис Шатц – по моделиране. Ярослав Вешин е поканен (1897) за преподавател по рисуване и живопис, Жеко Спиридонов по моделиране и вечерен акт (1898), П. Клисуров – рисуване по гипсови модели, М. Василев – по скулптура (1899), Ив. Ангелов – по рисуване от натура (1900).
В началото рисувалното училище се състои от два отдела – първият за учители по рисуване, вторият за художници по приложно изкуство и за художествена индустрия. Занятията се провеждат първоначално в частни стаи под наем. Сградата на училището на улица „Шипка“ 1 е завършена през 1907 година по проект на руския архитект Александър Смирнов. То последователно се преобразува през 1909 г. в Художествено-индустриално училище, през 1921 г. – в Художествена академия, през 1951 г. – във Висш институт за изобразително изкуство „Николай Павлович“, а през 1995 г. – в Национална художествена академия.

### Първо експозиционно пространство
Със своето основаване през 1896 г., Рисувалното училище приема за централна функция насърчаването и разпространението на българското изкуство. В условията на структурна липса на достатъчно (важно е да отбележим Тръпковата галерия, която е основана през 1910 г.) галерийни пространства в столицата до края на Първата световна война, ателиетата на училището изпълняват ролята на временни изложбени салони. Тази функция допринася съществено за оформянето на културния пейзаж от периода, осигурявайки същевременно и директен достъп до експозициите за студентите на училището.
Първите значими художествени изложби на Дружеството за поддържане на изкуството в България (днешен СБХ) се провеждат именно в помещенията на Рисувалното училище (през 1897, 1898 и 1899 г.), което се обуславя от членството на първоначалния академичен състав в споменатото дружество

### Ректори
Един от най-ключовите ръководители на висшето училище е проф. Жеко Спиридонов, който е бил ректор на Академията от 1909 до 1911 г., от 1924 до 1926 г. и от 1929 до 1930 г., когато напуска по свое желание. В периода 1936 – 1937 г. ректор е проф. Никола Маринов. Васил Захариев е ректор от 1939 до 1943 г., а проф. Иван Лазаров е ректор първи мандат от 1937 до 1939 и втори от 1943 до 1945 г. Дечко Узунов е първият ректор след края на Втората световна война и по време на резките промени, които настъпват в страната и в Художествената академия. Остава на поста два мандата – от 1945 до 1947 г. и от 1947 до 1950 г., когато е заменен от Крум Кюлявков (1950 – 1953). Панайот Панайотов е следващият ректор (1953 – 1957 и 1957 – 1962).
В периода 1962 – 1966 г. ректор е проф. Александър Поплилов, последван от Илия Петров – 1966 – 1968 г. Секул Крумов управлява Института от 1968 до 1972 и от 1972 до 1976 г. Между 1976 и 1983 г. ректор на ВИИИ е проф. Величко Минеков, а след него Христо Нейков (1983 – 1985) и Найден Петков (1985 – 1987). Първият ректор, който прекрачва границата на 1989 г. е Борис Гондов (1987 – 1992).
През 1992 – 1994 г. ректор е проф. Владислав Паскалев, а проф. Огнян Шошев от 1994 до 1999 г. От 1999 до 2003 г. ректор е проф. Иван Газдов. От 2003 до 2007 г. ректор е проф. Божидар Йонов. От 2007 до 2015 г. ректор е проф. Светослав Кокалов. От 2015 до 2019 г. ректор е проф. Николай Драчев. През януари 2020 г. за ректор е избран проф. Георги Янков.
| Проф. Жеко Спиридонов     | 1909 – 1911             |
|                           | 1924 – 1926             |
|                           | 1929 – 1930             |
| Проф. Никола Маринов      | 1936 – 1937             |
| Васил Захариев            | 1939 – 1943             |
| Проф. Иван Лазаров        | 1937 – 1939             |
|                           | 1943 – 1945             |
| Дечко Узунов              | 1945 – 1947             |
|                           | 1947 – 1950             |
| Крум Кюлявков             | 1950 – 1953             |
| Панайот Панайотов         | 1953 – 1957             |
|                           | 1957 – 1962             |
| Проф. Александър Поплилов | 1962 – 1966             |
| Илия Петров               | 1966 – 1968             |
| Секул Крумов              | 1968 – 1972             |
|                           | 1972 – 1976             |
| Проф. Величко Минеков     | 1976 – 1983             |
| Христо Нейков             | 1983 – 1985             |
| Найден Петков             | 1985 – 1987             |
| Борис Гондов              | 1987 – 1992             |
| Проф. Владислав Паскалев  | 1992 – 1994             |
| Проф. Огнян Шошев         | 1994 – 1999             |
| Проф. Иван Газдов         | 1999 – 2003             |
| Проф. Божидар Йонов       | 2003 – 2007             |
| Проф. Светослав Кокалов   | 2007 – 2015             |
| Проф. Николай Драчев      | 2015 – 2019             |
| Проф. Георги Янков        | 2020 – настоящия момент |

## Структура
Националната художествена академия се състои от 2 факултета:
- Факултет за изящни изкуства
- Факултет за приложни изкуства и дизайн

Академията е издател на „Изкуство и критика“ – единственото специализирано списание за съвременно българско изкуство (2012 г.).

### Факултет за изящни изкуства

#### Катедри
- „Живопис“
- „Стенопис“
- „Скулптура“
- „Графика“
- „Книга, илюстрация, печатна графика“
- „Плакат и визуална комуникация“
- „Изкуствознание“
- „Рисуване“
- „Психология на изкуството, художествено образование и общообразователни дисциплини“

### Филиал на НХА в Бургас
От 2018 година Националната художествена академията териториално изнася своя образователна структура – Филиал в Бургас.
Филиалът в Бургас е създаден по силата на Постановление № 16 от 5 февруари 2018 г. на Министерския съвет. В него се обучават студенти по специалностите „Живопис“, „Стенопис“, „Графика“, „Книга, илюстрация, печатна графика“, „Плакат и визуална комуникация“, „Рекламен дизайн“, „Мода“ и магистърска програма „Арттерапия“.
Филиалът на НХА се помещава в зоната за свободен достъп на Бургаското пристанище, Магазия 1. Филиалът в Бургас е организиран със съдействието и цялостната подкрепа на Община Бургас.

## Специалности
Специалности за придобиване на висше образование от професионално направление „Изобразително изкуство“
- Факултет за изящни изкуства
  - Живопис – бакалавър, магистър
  - Стенопис – бакалавър, магистър
  - Скулптура – бакалавър, магистър
  - Графика – бакалавър, магистър
  - Книга и печатна графика – бакалавър, магистър
  - Плакат и визуална комуникация – бакалавър, магистър
  - Изкуствознание – бакалавър, магистър (вж. също Катедра по изкуствознание)
- Факултет за приложни изкуства и дизайн
  - Резба – бакалавър, магистър
  - Керамика – бакалавър, магистър
  - Сценография – бакалавър, магистър
  - Текстил – бакалавър, магистър
  - Метал – бакалавър, магистър
  - Индустриален дизайн – бакалавър, магистър
  - Рекламен дизайн – бакалавър, магистър
  - Порцелан и стъкло – бакалавър, магистър
  - Дизайн на детска среда – бакалавър, магистър
  - Мода – бакалавър, магистър
  - Реставрация – само магистърска програма (5 години)
- Интердисциплинарни програми
  - Интердисциплинарна магистърска програма Дигитални изкуства
  - Интердисциплинарна магистърска програма Фотография

Във всички специалности се изучават дисциплините: „История на изкуството“, „Естетика“, „Философия“, „Рисуване“, „Пластична анатомия“ (с изключение на специалностите „Рекламен дизайн“ и „Изкуствознание“), „Перспектива“, „Чужди езици“ и „Спорт“ по интереси.
Желаещите да придобият учителска правоспособност изучават допълнително дисциплините „Педагогика“, „Приложно-експериментална психология на изобразителната дейност“, „Психология“, „Хоспетиране“, „Педагогическа практика“ и „Методика“ на изобразителното изкуство. Тези дисциплини се преподават от членовете на катедри Изкуствознание, Рисуване и Психология на изкуството, художествено образование и общообразователни дисциплини.
Периодът за завършване на образователно-квалификационната степен (о.к.с.) „Бакалавър“ в Националната художествена академия е четири академични години, а о.к.с. „Магистър“ обхваща една и половина академична година (с изключение на специалност Реставрация, която предлага само магистърска програма, с 5-годишен курс на обучение).
Преподаването в Академията се извършва по предмети, като кредитите за всеки предмет се измерват в брой часове за семестър или за учебна година. Курсовете по различните предмети завършват с изпити, а оценяването се осъществява по шестобалната система. Професионалните задачи, конферансите, курсовите работи, дипломните защити и проекти са важна съставна част от образователния процес, наред с теоретичните изпити. Всяка катедра има възможност за осъществяване на специализации и докторантури във всички посочени специалности.